# Juliana Awada

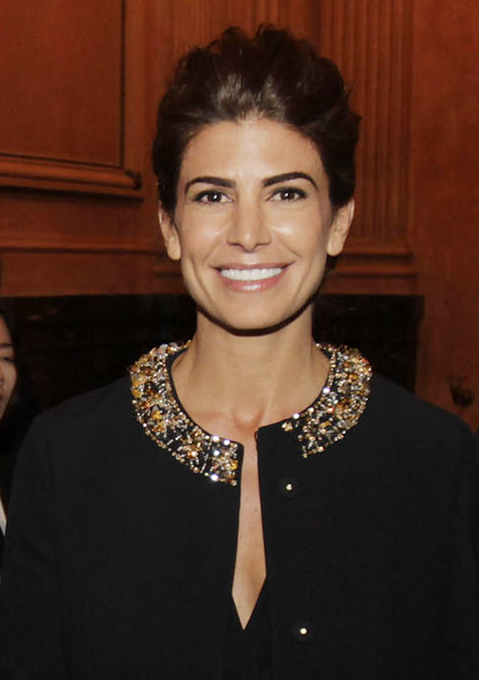
Juliana Awada (2015)

María Juliana Awada (* 3. April 1974 in Buenos Aires) ist eine argentinische Textilunternehmerin libanesischer und syrischer Abstammung. Von 2015 bis 2019 war sie First Lady Argentiniens.

## Leben
Awada ist katholisch und seit dem 16. November 2010 mit Mauricio Macri verheiratet. Ihre Tochter Antonia wurde 2011 geboren.